# Musikforeningen
För andra betydelser, se Musikforeningen (olika betydelser).
Musikforeningen var en musikförening i Köpenhamn 1836-1935, bildad med det ursprungliga syftet att ge ut dansk musik, men upptog senare även som uppgift att avhålla konserter och genom tävlingar uppmuntra danska tonsättare.
Utgivarverksamheten avstannade dock snart, och inte heller pristävlingarna fick den betydelse man tänkt sig. De bidrog dock till skapandet av Niels W. Gades genombrottsverk Ossian-Ouverture. Som konsertförening fortsatte man dock sin verksamhet fram till slutet i samarbete med bland andra Dansk filharmonisk Selskab och Det Kongelige Kapel. Berömda dirigenter har bland annat varit Franz Glæser, Niels W. Gade, Emil Hartmann, Franz Neruda och Carl Nielsen.